# Dolní Rokytňany
Dolní Rokytňany je část obce Rokytňany v okrese Jičín. Prochází zde silnice II/280. V roce 2009 zde bylo evidováno 57 adres. V roce 2001 zde trvale žilo 37 obyvatel.
Dolní Rokytňany je také název katastrálního území o rozloze 3,12 km2.

## Historie
První písemná zmínka o obci pochází z roku 1381.

## Pamětihodnosti
- Sloup se sochou ukřižovaného Krista